# Llei sobre les llengües oficials
La Llei sobre les Llengües Oficials (en anglès Official Languages Act, en francès Loi sur les langues officielles) és una llei adoptada pel Parlament del Canadà en 1969. Proclama l'anglès i al francès llengües oficials de l'Estat federal canadenc.
La llei preveu a més que els ciutadans tenen el dret de rebre serveis de les administracions federals o de les societats de la Corona i de ser escoltats davant d'un tribunal federal en la llengua oficial que desitgin. Obliga el Parlament federal a adoptar les seves lleis i el Govern a publicar els textos reglamentaris en anglès i francès en aquells que tinguin un abast oficial. Permet igualment l'ús de l'anglès i del francès com a llengües de treball en el si de la funció pública federal en certes regions canadenques bilingües (com la regió d'Ottawa-Gatineau, Montreal i Nova Brunswick) així com en altres regions canadenques i en certes oficines de l'estranger, a condició que la demanda de serveis en una o altra les llengües oficials sigui prou alta.
Finalment, crea el Comissariat per a les llengües oficials (en anglès Office of the Commissioner of Official Languages, en francès Commissariat aux langues officielles), que s'encarrega d'atendre les queixes del públic, fer enquestes i proposar recomanacions.
Els reglaments i polítiques d'aplicació de la llei s'estableixen perfils lingüístics (anglòfon, francòfon, bilingüe) per a certes funcions de l'administració federal. Els ministeris, agències i organismes han de tenir al seu càrrec una certa quantitat de persones que puguin atendre el públic en una o altra de les llengües oficials. Els funcionaris monolingües reben incentius per aprendre l'altra llengua: el govern els proporciona formació lingüística o bé concedeix una prima al bilingüisme.